# 晋州 (南梁)
晋州，中国南北朝时设置的州。
南朝梁设置晋州，治所在怀宁县（今安徽省安庆市潜山县梅城镇）。下辖晋熙郡、枞阳郡。大宝元年（550年），寿县的豫州被东魏所占，改晋州为豫州。齐文宣帝天保六年（555年）四月北齐攻克豫州，改为江州。陈宣帝太建五年（573年）南陈北伐北齐，占领江州，再改为晋州。北周沿置，下辖晋熙郡、高塘郡、新蔡郡、大雷郡。晋熙郡下辖太湖县、东陈县，晋熙郡下辖怀宁县、太湖县，高塘郡下辖高塘县，大雷郡下辖新冶县。隋文帝开皇三年（583年）改为熙州，隋炀帝大业三年（607年）改为同安郡。